# Конькобежный спорт на Азиатских играх
Соревнования по конькобежному спорту проводятся на зимних Азиатских играх начиная с 1986 года для мужчин и женщин.

## Виды соревнований
|                                       | 1986 | 1990 | 1996 | 1999 | 2003 | 2007 | 2011 | 2017 | Годы |
| ------------------------------------- | ---- | ---- | ---- | ---- | ---- | ---- | ---- | ---- | ---- |
|                                       |      |      |      |      |      |      |      |      |      |
| Мужчины 100 м                         |      |      |      |      |      | X    |      |      | 1    |
| Мужчины 500 м                         | X    | X    | X    | X    | X    | X    | X    | X    | 8    |
| Мужчины 1000 м                        | X    | X    | X    | X    | X    | X    |      | X    | 7    |
| Мужчины 1500 м                        | X    | X    | X    | X    | X    | X    | X    | X    | 8    |
| Мужчины 5000 м                        | X    | X    | X    | X    | X    | X    | X    | X    | 8    |
| Мужчины 10000 м                       | X    | X    | X    | X    | X    |      | X    | X    | 7    |
| Мужчины масс-старт                    |      |      |      |      |      |      | X    | X    | 2    |
| Мужчины командная гонка преследования |      |      |      |      |      |      | X    | X    | 2    |
|                                       |      |      |      |      |      |      |      |      |      |
| Женщины 100 м                         |      |      |      |      |      | X    |      |      | 1    |
| Женщины 500 м                         | X    | X    | X    | X    | X    | X    | X    | X    | 8    |
| Женщины 1000 м                        | X    | X    | X    | X    | X    | X    |      | X    | 7    |
| Женщины 1500 м                        | X    | X    | X    | X    | X    | X    | X    | X    | 8    |
| Женщины 3000 м                        | X    | X    | X    | X    | X    | X    | X    | X    | 8    |
| Женщины 5000 м                        |      |      |      |      |      |      | X    | X    | 2    |
| Женщины масс-старт                    |      |      |      |      |      |      | X    | X    | 2    |
| Женщины командная гонка преследования |      |      |      |      |      |      | X    | X    | 2    |
|                                       |      |      |      |      |      |      |      |      |      |
| Всего                                 | 9    | 9    | 9    | 9    | 9    | 10   | 12   | 14   |      |

## Призёры соревнований

### Мужчины

#### 100 метров
| Год  | Золото             | Серебро           | Бронза                        |
| ---- | ------------------ | ----------------- | ----------------------------- |
| 2007 | Япония · Юя Оикава | Китай · Юй Фэнтун | Республика Корея · Ли Ган Сок |

#### 500 метров
| Год  | Золото                                                            | Серебро                             | Бронза                                              |
| ---- | ----------------------------------------------------------------- | ----------------------------------- | --------------------------------------------------- |
| 1986 | Япония · Akira Kuroiwa                                            | Республика Корея · Na Yoon-soo      | Республика Корея · Bae Ki-tae                       |
| 1990 | Китай · Song Chen                                                 | Республика Корея · Bae Ki-tae       | Япония · Yasushi Kuroiwa · Япония · Yasunori Miyabe |
| 1996 | Республика Корея · Jaegal Sung-yeol · Япония · Takahiro Hamamichi | Два спортсмена разделили 1-е место  | Республика Корея · Kim Yoon-man                     |
| 1999 | Япония · Shoji Kato                                               | Республика Корея · Jaegal Sung-yeol | Япония · Kazuya Nishioka                            |
| 2003 | Япония · Хироясу Симидзу                                          | Япония · Tomonori Kawata            | Япония · Дзёдзи Като                                |
| 2007 | Республика Корея · Ли Ган Сок                                     | Республика Корея · Ли Гю Хёк        | Япония · Юя Оикава                                  |
| 2011 | Япония · Дзёдзи Като                                              | Республика Корея · Ли Ган Сок       | Япония · Кэйитиро Нагасима                          |
| 2017 | Китай · Гао Тинюй                                                 | Япония · Цубаса Хасэгава            | Республика Корея · Чха Мин Гю                       |

#### 1000 метров
| Год  | Золото                           | Серебро                         | Бронза                                                        |
| ---- | -------------------------------- | ------------------------------- | ------------------------------------------------------------- |
| 1986 | Республика Корея · Bae Ki-tae    | Япония · Makoto Hirose          | Япония · Akira Kuroiwa                                        |
| 1990 | Республика Корея · Bae Ki-tae    | Китай · Song Chen               | Япония · Hozumi Moriyama                                      |
| 1996 | Япония · Юсукэ Имаи              | Республика Корея · Kim Yoon-man | Казахстан · Вадим Шакшакбаев                                  |
| 1999 | Республика Корея · Choi Jae-bong | Республика Корея · Ли Гю Хёк    | Республика Корея · Chun Joo-hyun                              |
| 2003 | Республика Корея · Ли Гю Хёк     | Япония · Хироясу Симидзу        | Япония · Takaharu Nakajima                                    |
| 2007 | Республика Корея · Ли Гю Хёк     | Республика Корея · Мун Джун     | Республика Корея · Choi Jae-bong · Япония · Takaharu Nakajima |
| 2017 | Япония · Такуро Ода              | Казахстан · Денис Кузин         | Япония · Сюнсукэ Накамура                                     |

#### 1500 метров
| Год  | Золото                           | Серебро                          | Бронза                           |
| ---- | -------------------------------- | -------------------------------- | -------------------------------- |
| 1986 | Япония · Yukihiro Mitani         | Япония · Munehisa Kuroiwa        | Республика Корея · Hwang Ik-hwan |
| 1990 | Республика Корея · Bae Ki-tae    | Япония · Toru Aoyanagi           | Республика Корея · Lee In-hoon   |
| 1996 | Япония · Юсукэ Имаи              | Япония · Shinya Tanaka           | Казахстан · Sergey Tsybenko      |
| 1999 | Республика Корея · Choi Jae-bong | Республика Корея · Chun Joo-hyun | Япония · Hiromichi Ito           |
| 2003 | Республика Корея · Ли Гю Хёк     | Республика Корея · Мун Джун      | Республика Корея · Yeo Sang-yeop |
| 2007 | Республика Корея · Ли Гю Хёк     | Китай · Gao Xuefeng              | Республика Корея · Мун Джун      |
| 2011 | Казахстан · Денис Кузин          | Республика Корея · Мо Тхэ Бом    | Республика Корея · Ли Гю Хёк     |
| 2017 | Республика Корея · Ким Минсок    | Япония · Такуро Ода              | Япония · Таро Кандо              |

#### 5000 метров
| Год  | Золото                        | Серебро                          | Бронза                          |
| ---- | ----------------------------- | -------------------------------- | ------------------------------- |
| 1986 | Япония · Masahito Shinohara   | КНДР · Im Ri-bin                 | Япония · Munehisa Kuroiwa       |
| 1990 | Япония · Kazuhiro Sato        | Китай · Lü Shuhai                | Республика Корея · Oh Yong-seok |
| 1996 | Япония · Mitsuru Watanabe     | Япония · Daigo Miyaki            | Казахстан · Евгений Санаров     |
| 1999 | Казахстан · Радик Бикчентаев  | Республика Корея · Мун Джун      | Япония · Kazuki Sawaguchi       |
| 2003 | Япония · Takahiro Nozaki      | Казахстан · Радик Бикчентаев     | Япония · Kesato Miyazaki        |
| 2007 | Япония · Хироки Хирако        | Республика Корея · Yeo Sang-yeop | Казахстан · Дмитрий Бабенко     |
| 2011 | Республика Корея · Ли Сын Хун | Казахстан · Дмитрий Бабенко      | Япония · Хироки Хирако          |
| 2017 | Республика Корея · Ли Сын Хун | Япония · Рёсуке Цутия            | Япония · Сэйтаро Итионэ         |

#### 10000 метров
| Год  | Золото                        | Серебро                      | Бронза                      |
| ---- | ----------------------------- | ---------------------------- | --------------------------- |
| 1986 | Япония · Munehisa Kuroiwa     | Япония · Toshiaki Imamura    | Китай · Lü Shuhai           |
| 1990 | Япония · Kazuhiro Sato        | Китай · Lü Shuhai            | Япония · Toru Aoyanagi      |
| 1996 | Япония · Shigekazu Nemoto     | Казахстан · Радик Бикчентаев | Казахстан · Евгений Санаров |
| 1999 | Япония · Toshihiko Itokawa    | Китай · Liu Guangbin         | Республика Корея · Мун Джун |
| 2003 | Япония · Хироки Хирако        | Япония · Kesato Miyazaki     | Япония · Naoki Yasuda       |
| 2011 | Республика Корея · Ли Сын Хун | Казахстан · Дмитрий Бабенко  | Япония · Хироки Хирако      |
| 2017 | Республика Корея · Ли Сын Хун | Япония · Рёсуке Цутия        | Япония · Сэйтаро Итионэ     |

#### Масс-старт
| Год  | Золото                        | Серебро                 | Бронза                        |
| ---- | ----------------------------- | ----------------------- | ----------------------------- |
| 2011 | Республика Корея · Ли Сын Хун | Япония · Хироки Хирако  | Казахстан · Дмитрий Бабенко   |
| 2017 | Республика Корея · Ли Сын Хун | Япония · Шейн Уильямсон | Республика Корея · Ким Минсок |

#### Командная гонка
| Год  | Золото                                                   | Серебро                                                | Бронза                                                         |
| ---- | -------------------------------------------------------- | ------------------------------------------------------ | -------------------------------------------------------------- |
| 2011 | Япония · Хироки Хирако · Теппеи Мори · Сёта Накамура     | Республика Корея · Ли Гю Хёк · Ли Сын Хун · Мо Тхэ Бом | Казахстан · Дмитрий Бабенко · Артём Белоусов · Александр Жигин |
| 2017 | Республика Корея · Чу Хён Джун · Ким Минсок · Ли Сын Хун | Япония · Сёта Накамура · Шейн Уильямсон · Рёсуке Цутия | Казахстан · Дмитрий Бабенко · Денис Кузин · Фёдор Мезенцев     |

### Женщины

#### 100 метров
| Год  | Золото            | Серебро            | Бронза                        |
| ---- | ----------------- | ------------------ | ----------------------------- |
| 2007 | Китай · Син Айхуа | Китай · Ван Бэйсин | Республика Корея · Ли Сан Хва |

#### 500 метров
| Год  | Золото                                   | Серебро                            | Бронза                         |
| ---- | ---------------------------------------- | ---------------------------------- | ------------------------------ |
| 1986 | Япония · Сэйко Хасимото                  | Япония · Shoko Fusano              | Китай · Е Цяобо                |
| 1990 | Япония · Сэйко Хасимото                  | Япония · Kyoko Shimazaki           | Республика Корея · Yoo Sun-hee |
| 1996 | Китай · Ван Маньли · Китай · Xue Ruihong | Два спортсмена разделили 1-е место | Китай · Jin Hua                |
| 1999 | Китай · Xue Ruihong                      | Китай · Yang Chunyuan              | Китай · Ван Маньли             |
| 2003 | Китай · Ван Маньли                       | Япония · Yukari Watanabe           | Япония · Sayuri Osuga          |
| 2007 | Китай · Ван Бэйсин                       | Республика Корея · Ли Сан Хва      | Китай · Чжан Шуан              |
| 2011 | Китай · Юй Цзин                          | Китай · Ван Бэйсин                 | Республика Корея · Ли Сан Хва  |
| 2017 | Япония · Нао Кодайра                     | Республика Корея · Ли Сан Хва      | Япония · Ариса Го              |

#### 1000 метров
| Год  | Золото                          | Серебро               | Бронза                                             |
| ---- | ------------------------------- | --------------------- | -------------------------------------------------- |
| 1986 | Китай · Wang Xiuli              | КНДР · Han Chun-ok    | Япония · Shoko Fusano                              |
| 1990 | Япония · Сэйко Хасимото         | Китай · Е Цяобо       | Китай · Wang Xiuli                                 |
| 1996 | Республика Корея · Cheon Hui-ju | Япония · Aki Tonoike  | Япония · Chihiro Monda                             |
| 1999 | Китай · Xue Ruihong             | Китай · Yang Chunyuan | Китай · Li Xuesong                                 |
| 2003 | Япония · Aki Tonoike            | Китай · Ван Маньли    | Япония · Shihomi Shinya                            |
| 2007 | Китай · Ван Бэйсин              | Китай · Ван Фэй       | Китай · Жэнь Хуэй · Республика Корея · Kim Yoo-rim |
| 2017 | Япония · Нао Кодайра            | Япония · Михо Такаги  | Китай · Чжан Хун                                   |

#### 1500 метров
| Год  | Золото                        | Серебро                        | Бронза                         |
| ---- | ----------------------------- | ------------------------------ | ------------------------------ |
| 1986 | Япония · Сэйко Хасимото       | Китай · Wang Xiuli             | Китай · Е Цяобо                |
| 1990 | Япония · Сэйко Хасимото       | Китай · Wang Xiuli             | КНДР · Chong Chang-suk         |
| 1996 | Казахстан · Людмила Прокашёва | Япония · Aki Tonoike           | Япония · Eriko Seo             |
| 1999 | Китай · Song Li               | Япония · Kanae Kobayashi       | Япония · Aki Narita            |
| 2003 | Япония · Маки Табата          | Япония · Aki Tonoike           | Республика Корея · Baek Eun-bi |
| 2007 | Китай · Ван Фэй               | Республика Корея · Lee Ju-yeon | Китай · Ji Jia                 |
| 2011 | Китай · Ван Фэй               | Республика Корея · Но Сон Ён   | Япония · Нао Кодайра           |
| 2017 | Япония · Михо Такаги          | Япония · Мисаки Осигири        | Китай · Чжан Хун               |

#### 3000 метров
| Год  | Золото                        | Серебро                        | Бронза               |
| ---- | ----------------------------- | ------------------------------ | -------------------- |
| 1986 | Япония · Keiko Asao           | Япония · Natsue Seki           | КНДР · Han Chun-ok   |
| 1990 | Япония · Сэйко Хасимото       | Япония · Natsue Seki           | Китай · Zhang Qing   |
| 1996 | Казахстан · Людмила Прокашёва | Япония · Eriko Seo             | Япония · Saori Igami |
| 1999 | Япония · Aki Narita           | Япония · Yuri Horikawa         | Китай · Song Li      |
| 2003 | Япония · Маки Табата          | Республика Корея · Baek Eun-bi | Япония · Эрико Исино |
| 2007 | Китай · Ван Фэй               | Япония · Масако Ходзуми        | Япония · Маки Табата |
| 2011 | Япония · Масако Ходзуми       | Республика Корея · Ким Борым   | Китай · Ван Фэй      |
| 2017 | Япония · Михо Такаги          | Республика Корея · Ким Бо Рым  | Япония · Аяно Сато   |

#### 5000 метров
| Год  | Золото                        | Серебро                      | Бронза               |
| ---- | ----------------------------- | ---------------------------- | -------------------- |
| 2011 | Япония · Масако Ходзуми       | Республика Корея · Пак То Ён | Япония · Эрико Исино |
| 2017 | Республика Корея · Ким Бо Рым | Китай · Мэй Хань             | Япония · Маи Кияма   |

#### Масс-старт
| Год  | Золото                       | Серебро                 | Бронза                        |
| ---- | ---------------------------- | ----------------------- | ----------------------------- |
| 2011 | Республика Корея · Но Сон Ён | Япония · Масако Ходзуми | Республика Корея · Ли Джуён   |
| 2017 | Япония · Михо Такаги         | Япония · Аяно Сато      | Республика Корея · Ким Бо Рым |

#### Командная гонка
| Год  | Золото                                              | Серебро                                              | Бронза                                             |
| ---- | --------------------------------------------------- | ---------------------------------------------------- | -------------------------------------------------- |
| 2011 | Республика Корея · Ли Джуён · Но Сон Ён · Пак То Ён | Китай · Фу Чуньянь · Цзи Цзя · Ван Фэй               | Япония · Эрико Исино · Сихо Исидзава · Михо Такаги |
| 2017 | Япония · Мисаки Осигири · Нана Такаги · Аяно Сато   | Республика Корея · Пак Чи У · Но Сон Ён · Ким Бо Рым | Китай · Чжао Синь · Лю Цзинь · Мэй Хань            |

## Медальный зачёт
суммарно медали для страны во всех видах соревнований
| Место          | Страна           | Золото | Серебро | Бронза | Всего |
| -------------- | ---------------- | ------ | ------- | ------ | ----- |
| 1              | Япония           | 40     | 32      | 37     | 109   |
| 2              | Республика Корея | 23     | 23      | 21     | 67    |
| 3              | Китай            | 16     | 17      | 16     | 49    |
| 4              | Казахстан        | 4      | 5       | 8      | 17    |
| 5              | КНДР             | 0      | 2       | 2      | 4     |
| Всего стран: 5 | Всего стран: 5   | 83     | 79      | 84     | 246   |